# Cosmopterix fernaldella
Cosmopterix fernaldella là một loài bướm đêm thuộc họ Cosmopterigidae. Nó được tìm thấy ở Hoa Kỳ (from Maine và Lower Peninsula of Michigan phía nam đến New Jersey và Pennsylvania, Wisconsin và Minnesota) và Canada (Quebec, Ontario, British Columbia).
Cánh trước dài 4,8–5 mm. Ấu trùng ăn Carex species. Chúng ăn lá nơi chúng làm tổ.